# Ludwig Ferdinand Pauli
Ludwig Ferdinand Pauli (* 30. Juni 1793 in Berlin; † 28. November 1841 in Dresden) war ein deutscher Theaterschauspieler und -regisseur.

## Leben
Paulis Vater war Buchdrucker und ließ seinen Sohn in der Decker’schen Hofbuchdruckerei diesen Beruf lernen. Danach arbeitete er einige Zeit als Gehilfe seines Vaters, 1812 kam Pauli nach Magdeburg in die Pansa’sche Druckerei. Sein Interesse am Theaterleben war schon in Berlin entstanden, wo August Wilhelm Iffland am Hoftheater als Schauspieler und Direktor wirkte. Sein erstes Auftreten in Magdeburg fand am 22. November 1812 im Schauspiel Der Sonnenwirth von Hermann Kurz statt. 1815 meldete er sich als Freiwilliger zum 2. Magdeburger Jägerdetachement und zog gegen Napoleon Bonaparte ins Feld (Herrschaft der Hundert Tage). Nach einem Jahr Pause, in dem er als Schriftsetzer arbeitete, wurde er wieder am Theater engagiert.
Wegen seiner Verehrung zur Schauspielerin Karoline Auguste Tilly, die 1817 nach Magdeburg kam, aber schon 1818 ein Engagement in Dresden erhielt, zog Pauli ebenfalls dorthin. Am 1. November 1819 vermählte er sich mit ihr. Neun Jahre später, am 31. Oktober 1828 starb seine Gattin. Pauli heiratete am 30. März 1838 seine zweite Frau, die Freiin Isidora von Friesen, die ihn überlebte.
Ab Januar 1818 spielte Pauli am Königlichen Hoftheater Dresden, wo er bald ein hochgeschätztes Mitglied des Ensembles wurde. Von Dezember 1824 bis Dezember 1832 war er auch Regisseur. Im November 1837 beging er sein vielbejubeltes 25-jähriges Bühnenjubiläum, starb aber bereits 1841.
Pauli beherrschte ein breit gefächertes Bühnenrepertoire, vom Komödianten bis zum Intriganten, wobei besonders seine komischen Rollen beim Publikum sehr gut ankamen.
Pauli liegt auf dem Eliasfriedhof Grabfeld B, Reihe 15, Grab 2 in der Dresdner Pirnaischen Vorstadt begraben.

## Kontakt mit Raimund
Am 15. Januar 1830 schrieb Ferdinand Raimund an Pauli in einer heiklen Angelegenheit nach Dresden, die allerdings durchaus den sehr freizügigen Umgang der damaligen Zeit mit geistigem Eigentum illustrierte:
„Auch wurde bei der ebenfalls unter Ihrer Leitung stehenden Schaubühne zu Leipzig mein ‚Mädchen aus der Feenwelt‘ gegeben, ohne daß Buch und Musik dieses Zauberspiels von mir bezogen worden wären. Ich ersuche Sie daher freundschaftlich, mich gefälligst zu benachrichtigen, auf welchem Wege, ohne es zu bezahlen, selbes bezogen wurde.“
Pauli war zu dieser Zeit offenbar auch für Regiearbeiten im Alten Theater Leipzig zuständig.